# 吳肅公
吳肅公（1626年—1699年），字雨若，號晴岩，一號逸鴻，別號街南，安徽宣城（今屬安徽）人。
生於明崇祯六年（1626年），明末諸生，师事同邑人沈壽民，入清後不仕，以賣字行醫為業，与黄宗羲、王猷定、徐枋、蒋平阶、李邺嗣、魏禧等交遊，曾言“宋之天下亡于蒙古，而人心不与之俱亡。”。文章似韓愈，后人称他“文不苟作，同时惟顾炎武能之 ”。晚年多疾，患喘咳，又有足痿之病。卒於清康熙三十八年（1699年）。著有《明語林》十四卷、《雲間雜記》三卷、《街南文集》二十卷、《街南文集續集》七卷、《闡義》二十五卷等。